# بحار (فرقة)
بحار هي مجموعة البوب البريطانية. دخلت رولينغ ستون العمود الفضي في قائمة أفضل 100 شخصية في قائمة «أفضل 100 فنان».

## روابط خارجية
- بحار على موقع ميوزك برينز (الإنجليزية)
- بحار على موقع أول ميوزيك (الإنجليزية)
- بحار على موقع ديسكوغز (الإنجليزية)